# Виктория (кронпринцесса Швеции)
Кронпринцесса Виктория (полное имя Виктория Ингрид Алиса Дезире, Victoria Ingrid Alice Désirée), герцогиня Вестергётландская (швед. Kronprinsessan Victoria, Sveriges kronprinsessa, hertiginna av Västergötland; род. 14 июля 1977[…], Karolinska University Hospital) — наследница шведского престола, дочь короля Швеции Карла XVI Густава из династии Бернадотов и королевы Сильвии, старшая сестра принца Карла Филиппа и принцессы Мадлен.
Виктория с рождения имела титул принцессы, но после конституционной реформы 1980 года, изменившей порядок престолонаследия в сторону абсолютной примогенитуры, стала наследной принцессой Швеции.

## Биография
Родилась 14 июля 1977 года в госпитале Каролинского института в пригороде Стокгольма — Сольне и была первым ребёнком в семье короля Швеции Карла XVI Густава и королевы Сильвии. Родилась как принцесса Швеции, но в силу конституционной поправки от 1 января 1980 года, изменившей порядок престолонаследия, стала кронпринцессой, опередив своего младшего брата принца Карла Филиппа. Именины принцессы отмечаются 12 марта, а в день рождения, 14 июля, обязательно поднимается государственный флаг.
Была крещена в Королевской Церкви Швеции 27 сентября 1977 года. Её крестными родителями стали король Норвегии Харальд V, дядя по материнской линии Ральф Зоммерлат, королева Нидерландов Беатрикс и её тётя принцесса Дезире, баронесса Сильвершёльд.
В настоящее время носит титул Её королевское высочество кронпринцесса. По линии своего отца, который является четвероюродным братом королевы Елизаветы II, она также является наследницей британского престола в очередности наследования трона Содружества Наций находится на 205 месте.

## Образование
Окончила начальную школу и гимназию в 1996 году. После в течение года (1996—1997) обучалась в Западном католическом университете в Анже, Франция, и осенью 1997 года приняла участие в специальной программе, набирающей студентов для последующей работы в парламенте Швеции, где она ознакомилась со структурой экономики Швеции, принципом национального и местного устройства и получила знания, необходимые для работы в сфере европейской политики. С 1998 по 2000 годы проживала в США, где изучала различные предметы в Йельском университете (Нью-Хейвен, штат Коннектикут).
В мае 1999 года прошла стажировку в шведском посольстве в Вашингтоне, а после служила три недели в шведской армии. В 2000 году проходила курс обучения в Шведском Национальном Соборном Колледже по программе урегулирования мировых конфликтов и организации миротворческой деятельности. С этого времени она всё чаще появляется на официальных государственных мероприятиях, участие в которых является частью монарших обязанностей.
Во время весеннего семестра завершила программу обучения совместно со Шведским агентством международного сотрудничества (SIDA), после чего, в июне того же года, проходила стажировку в ООН в Нью-Йорке, а осенью — в офисах Шведской торговой организации в Берлине и Париже. Осенью 2004 года прослушала курс лекций по политологии с акцентом на урегулирование международных конфликтов в Национальном Оборонном Колледже в Стокгольме. В 2006—2007 году работала в качестве дипломата в Государственном департаменте Швеции, где получила знания о работе министерств, шведской внешней политике и внешней политике безопасности. В 2007 году изучала французский язык и проходила стажировку в шведском представительстве Евросоюза.
В июне 2009 года окончила Уппсальский университет со степенью бакалавра гуманитарных наук.

## Королевские обязанности
Как наследница королевского престола, является регентом в случаях, когда Карл XVI Густав не может исполнять обязанности главы государства. Такие обязанности, в частности, включают в себя официальные визиты, представление Швеции и королевской семьи во время общественных мероприятий; также она руководит своей собственной программой, в рамках которой оказывает помощь в урегулировании международных конфликтов, участвует в международной миротворческой деятельности и оказывает поддержку инвалидам.
В августе 2008 года принцесса впервые выступала в качестве председателя Консультативного совета на внеочередном заседании по вопросу войны в Грузии.

## Личная жизнь

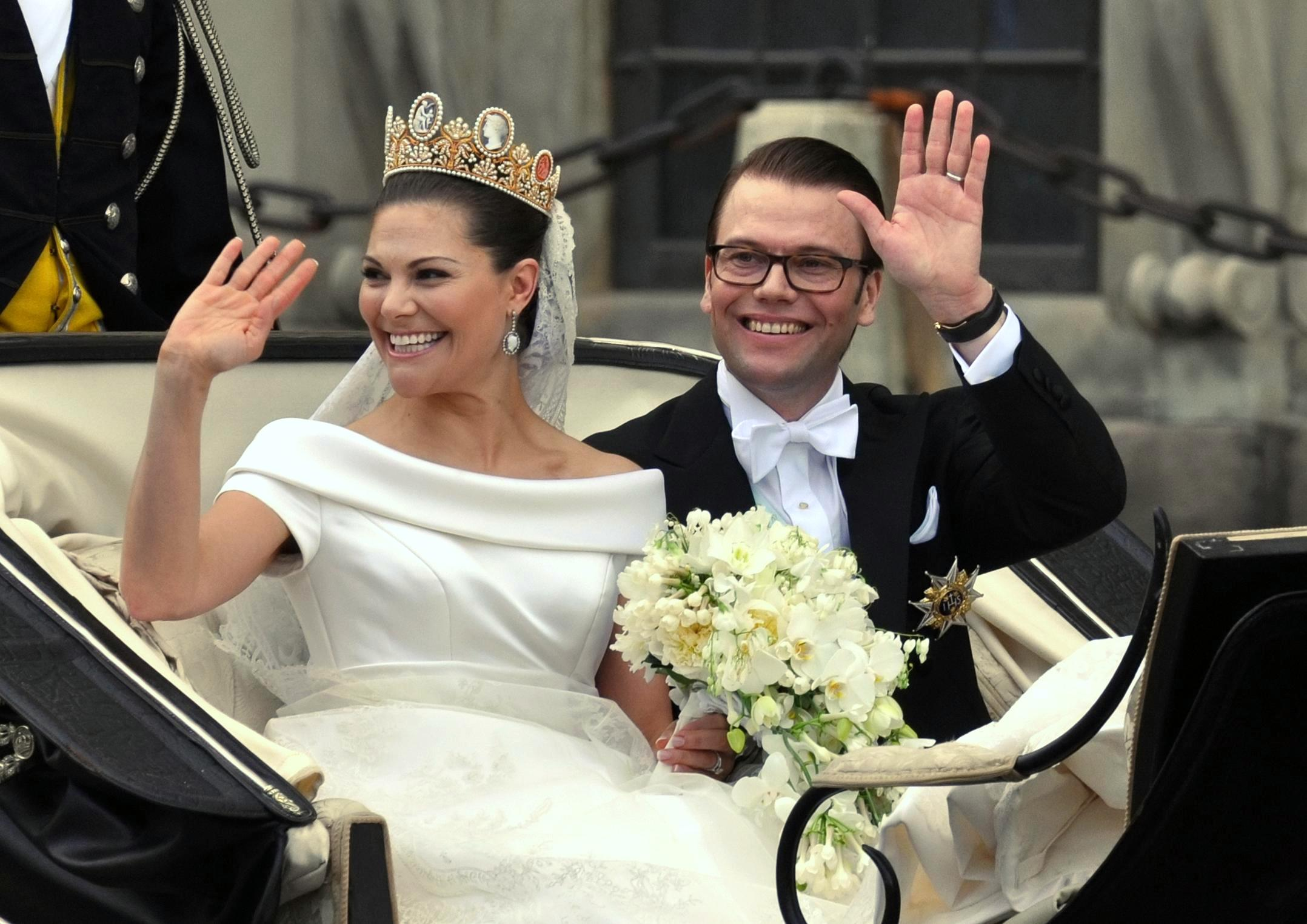
Кронпринцесса Виктория со своим мужем Даниэлем Вестлингом, 2010 год

Хотя Виктория давно отказалась афишировать личную жизнь, она часто обсуждается прессой, которая приписывала ей различные романы. Сама она подтвердила только два из них, и продлились они значительное время.
Её первым другом был Даниэль Коллерт. Они учились в одной школе, были друзьями с детства и вращались в одних социальных кругах. Их роман был в 1990-х, и после того, как Виктория переехала в США для продолжения учёбы в 1998 году, Коллерт последовал за ней и они некоторое время проживали вместе в Нью-Йорке. В сентябре 2000 года Виктория официально подтвердила свои отношения с Коллертом в своем интервью ЭКСПО-2000, а позже было получено подтверждение от тогдашнего директора Департамента информации и печати при королевском дворе Елизаветы Таррас-Уолберг. Но вскоре, в 2001 году, они расстались.
В мае 2002 года шведская газета Expressen сообщила, что у Виктории роман с её личным спортивным тренером Даниэлем Вестлингом. Эти отношения долго не подтверждались, и пара не появлялась перед камерами, но в июле 2003 года они появились вместе на дне рождения Каролины Крюгер, близкой подруги Виктории.
Слухи об их свадьбе появились в 2009 году. В соответствии с положениями шведского закона о престолонаследии правительство должно утвердить брак принцессы или принца Швеции. В противном случае принц или принцесса теряют право на престол. 24 февраля 2009 года было получено разрешение, и свадьба состоялась 19 июня 2010 года, в 34-ю годовщину бракосочетания родителей принцессы. На свадьбе присутствовало около 1200 гостей, включая королевских особ и государственных деятелей из разных стран, которые присутствовали на церемонии в Стокгольмском соборе, а свадебный банкет состоялся в Королевском Дворце. Также накануне прошёл гала-концерт в Стокгольмском концертном зале, посвященный новобрачным. Более полумиллиона шведов встречали флагами свадебный кортеж кронпринцессы во время следования от церкви к замку. Популярность Виктории после свадьбы значительно выросла и социальные опросы показывают, что её поддерживает 70 % шведов и только 16 % хотели бы отказаться от её правления в будущем.
У наследной четы двое детей:
- Эстель, герцогиня Эстерготландская родилась 23 февраля 2012 года. Занимает второе место в порядке престолонаследия после матери.
- Оскар Карл Улоф, герцог Сконе[10] родился 2 марта 2016 года[11]. Занимает третье место в порядке престолонаследия после сестры.

## Награды
Награды Швеции
| Страна | Дата             | Награда                                                    | Награда                                                    | Литеры  |
| ------ | ---------------- | ---------------------------------------------------------- | ---------------------------------------------------------- | ------- |
| Швеция | 14 июля 1977—    | Дама ордена Серафимов                                      | Дама ордена Серафимов                                      | LSerafO |
| Швеция | —                | Дама королевского семейного ордена Карла XVI Густава       | Дама королевского семейного ордена Карла XVI Густава       |         |
| Швеция | 30 апреля 1996   | Памятная медаль к 50-летию короля Швеции Карла XVI Густава | Памятная медаль к 50-летию короля Швеции Карла XVI Густава |         |
| Швеция | 16 сентября 2013 | Памятная медаль Рубинового юбилея короля Карла XVI Густава | Памятная медаль Рубинового юбилея короля Карла XVI Густава |         |
| Швеция | 30 апреля 2016   | Памятная медаль к 70-летию короля Швеции Карла XVI Густава | Памятная медаль к 70-летию короля Швеции Карла XVI Густава |         |

Награды других государств
| Страна           | Дата вручения     | Награда                                                                          | Награда                                                                          | Литеры   |
| ---------------- | ----------------- | -------------------------------------------------------------------------------- | -------------------------------------------------------------------------------- | -------- |
| Болгария         | —                 | Дама ордена «Стара планина» с лентой                                             | Дама ордена «Стара планина» с лентой                                             |          |
| Монако           | —                 | Офицер ордена Гримальди                                                          | Офицер ордена Гримальди                                                          |          |
| Франция          | —                 | Дама Большого креста Национального ордена «За заслуги»                           | Дама Большого креста Национального ордена «За заслуги»                           |          |
| Япония           | —                 | Дама ленты ордена Хризантемы                                                     | Дама ленты ордена Хризантемы                                                     |          |
| Япония           | —                 | Дама ордена Драгоценной короны 3-го класса                                       | Дама ордена Драгоценной короны 3-го класса                                       |          |
| Норвегия         | 1995—             | Дама Большого креста ордена Святого Олафа                                        | Дама Большого креста ордена Святого Олафа                                        |          |
| Дания            | 14 июля 1995—     | Дама ордена Слона                                                                | Дама ордена Слона                                                                | R. af E. |
| Эстония          | 11 сентября 1995— | Дама Большого креста ордена Креста земли Марии                                   | Дама Большого креста ордена Креста земли Марии                                   |          |
| Литва            | 21 ноября 1995—   | Дама Большого командорского креста ордена Великого князя Литовского Гядиминаса   | Дама Большого командорского креста ордена Великого князя Литовского Гядиминаса   |          |
| Финляндия        | 1996—             | Дама Большого креста ордена Белой розы                                           | Дама Большого креста ордена Белой розы                                           |          |
| Австрия          | 1997—             | Дама Золотой звезды Почёта «За заслуги перед Австрийской Республикой»            | Дама Золотой звезды Почёта «За заслуги перед Австрийской Республикой»            |          |
| Бельгия          | 2001—             | Дама Большого креста ордена Леопольда I                                          | Дама Большого креста ордена Леопольда I                                          |          |
| Германия         | 2003—             | Дама Большого креста ордена «За заслуги перед Федеративной Республикой Германия» | Дама Большого креста ордена «За заслуги перед Федеративной Республикой Германия» |          |
| Иордания         | 2003—             | Дама Большой звезды ордена Возрождения                                           | Дама Большой звезды ордена Возрождения                                           |          |
| Исландия         | 7 сентября 2004—  | Дама Большого креста ордена Сокола                                               | Дама Большого креста ордена Сокола                                               |          |
| Латвия           | 2005—             | Гранд-офицер ордена Трёх звёзд                                                   | Гранд-офицер ордена Трёх звёзд                                                   |          |
| Малайзия         | 14 сентября 2005— | Великий командор ордена Защитника Королевства                                    | Великий командор ордена Защитника Королевства                                    | SMN      |
| Бразилия         | 5 сентября 2007—  | Дама цепи ордена Южного Креста                                                   | Дама цепи ордена Южного Креста                                                   |          |
| Румыния          | 2003—             | Дама Большого креста ордена Звезды Румынии                                       | Дама Большого креста ордена Звезды Румынии                                       |          |
| Греция           | 21 мая 2008—      | Дама Большого креста ордена Почёта                                               | Дама Большого креста ордена Почёта                                               |          |
| Люксембург       | апрель 2008—      | Дама Большого креста ордена Адольфа Нассау                                       | Дама Большого креста ордена Адольфа Нассау                                       |          |
| Эстония          | 18 января 2011—   | Орден Белой звезды 1-й степени                                                   | Орден Белой звезды 1-й степени                                                   |          |
| Тунис            | 4 ноября 2015—    | Дама Большой ленты ордена Республики                                             | Дама Большой ленты ордена Республики                                             |          |
| Чили             | 2016—             | Дама Большого креста ордена Заслуг                                               | Дама Большого креста ордена Заслуг                                               |          |
| Италия           | 2018—             | Дама Большого креста ордена «За заслуги перед Итальянской Республикой»           | Дама Большого креста ордена «За заслуги перед Итальянской Республикой»           |          |
| Республика Корея | 14 июня 2019—     | Дама ордена «За дипломатические заслуги» 1 класса                                | Дама ордена «За дипломатические заслуги» 1 класса                                |          |
| Испания          | 16 ноября 2021—   | Дама Большого креста ордена Изабеллы Католической                                | Дама Большого креста ордена Изабеллы Католической                                |          |